# Parma Petenyova
Parma Petenyova (Barbus petenyi) někdy označována také jako parma východní je druh nedravé kaprovité ryby žijící na Dunajském povodí. Byla pojmenována podle Maďarského kněze Petényie.

## Vzhled a velikost
Parma Petenyova je svou anatomií uzpůsobena k životu v tekoucích vodách, zejména u dna. Má štíhlé, válcovité tělo. Její rypec je poměrně dlouhý, s masitou tlamou ve spodním postavení, která je vybavena čtyřmi vousky. Největší exempláře mohou měřit až 30 cm a vážit 0,5 kg.

## Výskyt
Vyskytuje se na Dunajském povodí, hlavně v maďarské, rumunské a bulharské části. V Česku se nachází pouze ojediněle na Dyji nebo Moravě u Břeclavi, v MRS je hájená od 16. 3. do 15. 6.